# Yakima
Yakima is een plaats (city) in de Amerikaanse staat Washington, die bestuurlijk gezien onder Yakima County valt. De naam is afgeleid van de Yakama, een indianenvolk dat niet ver van Yakima leeft.

## Demografie
Bij de volkstelling in 2000 werd het aantal inwoners vastgesteld op 71.845.
In 2013 is het aantal inwoners door het United States Census Bureau geschat op 93.257.

## Geografie
Volgens het United States Census Bureau beslaat de plaats een oppervlakte van 53,3 km², waarvan 52,1 km² land en 1,2 km² water. Yakima ligt in de Yakima Valley, het dal van de Yakima River, die op 746 meter hoogte ontspringt in de Cascade Range en na 344 km bij Richland uitloopt in de Columbia River.

## Geschiedenis
- Sinds 1868 wordt er in de omgeving van Yakima veel hop geteeld, dat onmisbaar is voor de productie van bier. Tegenwoordig neemt Yakima Valley zo'n 75 % van de Amerikaanse hopproductie voor zijn rekening.[3]
- In Yakima wordt sinds 1961 het wereldwijd gebruikte broodclipje gefabriceerd, dat in 1952 werd uitgevonden door Floyd G. Paxton.
- In 2009 kwam de stad in het nieuws doordat de overheid een wet goedkeurde die verbood opzichtige strings of doorzichtige kleding te dragen.

## Plaatsen in de nabije omgeving
De onderstaande figuur toont nabijgelegen plaatsen in een straal van 8 km rond Yakima.

## Geboren
- Barbara La Marr (1896-1926), actrice, danseres
- Jim Rohn (1930-2009), ondernemer
- Robert Lucas jr. (1937-2023), econoom en Nobelprijswinnaar (1995)
- Douglas Nott (1944) componist, muziekpedagoog en hoboïst
- Tom Jans (1948-1984) folk- en countryzanger
- Sam Kinison (1953–1992), stand-upcomedian en acteur
- Phil Mahre (1957), alpineskiër
- Kyle MacLachlan (1959), acteur
- Christopher Wiehl (1970), acteur, filmproducent en scenarioschrijver